# Константин Гладичев
 Константин Христов Гладичев е български офицер, полковник, участник Сръбско-българската (1885), командир на 1-ва дружина от 39-и пехотен полк през Балканската (1912 – 1913) и Междусъюзническата война (1913), командир на 36-и пехотен козлодуйски полк (1915 – 1917) и на 3-та бригада от 1-ва пехотна софийска дивизия (1917 – 1918) през Първата световна война (1915 – 1918).

## Биография
Константин Гладичев е роден на 15 септември 1864 г. в Аджар, Пловдивско. На 20 октомври 1885 постъпва на военна служба. Взема участие в Сръбско-българската война (1885) в състава на Ученическия легион, през 1886 г. постъпва във Военното на Негово Княжеско Височество училище и достига до звание юнкер. Завършва на 27 април 1887 г. в 8-и випуск 61-ви по успех, произведен е в чин подпоручик и е зачислен в 9-и пехотен пловдивски полк. На 18 май 1890 г. е произведен в чин поручик, а на 2 август 1894 в чин капитан. През 1900 г. е адютант в 1-ва бригада на 2-ра пехотна тракийска дивизия. През 1906 г. е произведен в чин майор, а от 1909 г. е командир на дружина от 28-и стремски полк. През 1911 г. е произведен в чин подполковник,
Подполковник Гладичев взема участие в Балканската (1912 – 1913) и Междусъюзническата война (1913) като командир на 1-ва дружина от 39-и пехотен полк. На 14 февруари 1915 г. е произведен в чин полковник.
По време на Първата световна война (1915 – 1918) полковник Гладичев командва първо 36-и пехотен козлодуйски полк (1915 – 1917), след което 3-та бригада от 1-ва пехотна софийска дивизия. През 1917 г. съгласно заповед № 679 по Действащата армия е награден с Военен орден „За храброст“ IV степен 1 клас, през 1918 г. с Орден „Св. Александър“ III степен с мечове по средата, през 1921 г. съгласно заповед № 355 по Министерството на войната е награден със същия орден, а съгласно заповед № 464 от 1921 г. по Министерството на войната е награден с Военен орден „За храброст“ III степен, 2 клас.
През 1919 г. е уволнен от служба. Умира на 14 януари 1924 г. Полковник Константин Гладичев е женен и има 1 дете.
По време на военната си кариера е началник на 9-о полково военно окръжие.

## Военни звания
- Подпоручик (27 април 1887)
- Поручик (18 май 1890)
- Капитан (2 август 1894)
- Майор (1906)
- Подполковник (1911)
- Полковник (1915)

## Образование
- Военно на Негово Княжеско Височество училище (1886 – 1887)

## Награди
- Орден „Св. Александър“ V степен с мечове
- Орден „Св. Александър“ IV степен с мечове по средата
- Военен орден „За храброст“ IV степен 1 клас (1917)
- Орден „Св. Александър“ III степен с мечове по средата (1918/1921)
- Военен орден „За храброст“ III степен, 2 клас (1921)
- Народен орден „За военна заслуга“ V степен на обикновена лента
- Народен орден „За военна заслуга“ IV степен на военна лента
- Орден „За заслуга“ на обикновена лента